# Biciklista Esperanto Movado Internacia
Biciklista Esperanto Movado Internacia (з есперанто Всесвітній Рух Есперантистів Велосипедистів) — міжнародна асоціація есперанто-мовних велосипедистів, група людей, любить велосипед в міжнародному контексті.
BEMI регулярно проводить велосипедні тури в різних країнах за участю представників різних національностей.